# Ԡ
Ԡ (minuskule: ԡ) je v současné době oficiálně již nepoužívané písmeno cyrilice. Jedná se o variantu písmena Л. Bylo používáno pro zápis čuvaštiny a abcházštiny.